# Savatieria bertrandi
Savatieria bertrandi is een slakkensoort uit de familie van de Buccinidae. De wetenschappelijke naam van de soort is voor het eerst geldig gepubliceerd in 1914 door Melville & standen.